# 下耶拉莫斯
下耶拉莫斯或耶拉莫斯德亚瓦霍，是西班牙卡斯蒂利亚-拉曼恰瓜达拉哈拉省的一个市镇。总面积13平方公里，总人口96人（2001年），人口密度7人/平方公里。